# 鹿戸幸治
鹿戸 幸治（しかと ゆきはる、1937年6月18日 - ）はJRA・栗東トレーニングセンターに所属していた元騎手、元調教師。北海道出身（出生地は樺太）。
弟は元調教師の鹿戸明。また親戚に鹿戸雄一がいる。

## 来歴
1960年、京都・小川佐助厩舎所属の騎手見習いとなる。
1965年、騎手となる。同期には同じ名前の小野幸治元調教師らがいる。
1976年、調教師免許を取得し騎手を引退する。騎手成績は1617戦133勝。
1978年、厩舎を開業する。3月11日、初出走となった阪神競馬場での第12レースは、ホッカイコハクが9着となる。5月6日、中京競馬場での第2レースでラクサイオーが勝利し、延べ34戦目で初勝利を挙げる。
1979年、函館記念をエンペラーエースが制し重賞初勝利を挙げる。
2007年、2月28日付けで定年まであと1年だったが調教師を勇退する。当時の管理馬は弟の鹿戸明厩舎へ転厩となった。調教師成績は5933戦413勝、重賞9勝（中央）。

## おもな管理馬
- エンペラーエース（1979年函館記念）
- マイスーパーマン（1992年セントウルステークス、1994年関屋記念）
- アンバーライオン（1993年シンザン記念）
- サムソンビッグ（1994年きさらぎ賞）
- スギノハヤカゼ（1996年アーリントンカップ、中日スポーツ賞4歳ステークス、スワンステークス、1997年CBC賞）
- ビコーアルファー（1997年富士ステークス）
- マイシーズン（1999年グランシャリオカップ）

## おもな厩舎所属者
※太字は門下生。括弧内は厩舎所属期間と所属中の職分。
- 福島信晴（1980年-1984年 騎手）
- 芹沢純一（1988年-1994年 騎手）
- 白坂聡（1999年-2002年 騎手）